# Iurare in verba magistri
La locuzione latina iurare in verba magistri, tradotta letteralmente, significa giurare sulle parole del maestro. (Orazio, Epist., I, 1, 14).
Nelle antiche scuole dei Greci e dei Romani era tanta l'autorità del maestro, che i discepoli consideravano e veneravano le sue parole come un dogma di fede.